# Gare de Kiev-Passajyrsky
La gare de Kyïv-Passajyrsky (en ukrainien : Київ-Пасажирський, litt. « Kiev-Passager ») ou gare de Kiev-Passajirski (en russe : Киев-Пассажирский), est une gare ferroviaire à Kiev en Ukraine.
Elle est en correspondance avec la station Vokzal'na desservie par la ligne Svyatochins'ko-Brovars'ka (M1).

## Situation ferroviaire
Elle est exploitée par le réseau Pivdenno-Zakhidna zaliznytsia.

## Service des voyageurs

### Intermodalité
- Station de métro Vokzal'na  (Ligne Svyatochins'ko-Brovars'ka).
- Train urbain électrifié de Kiev.
- Ligne rive droite, station Starovokzalna du Métro léger de Kiev.

## Musée
La gare possède son musée ferroviaire en plein air.